# 쌍용 로디우스
KGM 로디우스(KGM Rodius)
는 KGM 최초의 대형 미니밴이다.

## 1세대(A100)

### 로디우스(2004년5월~2007년7월)

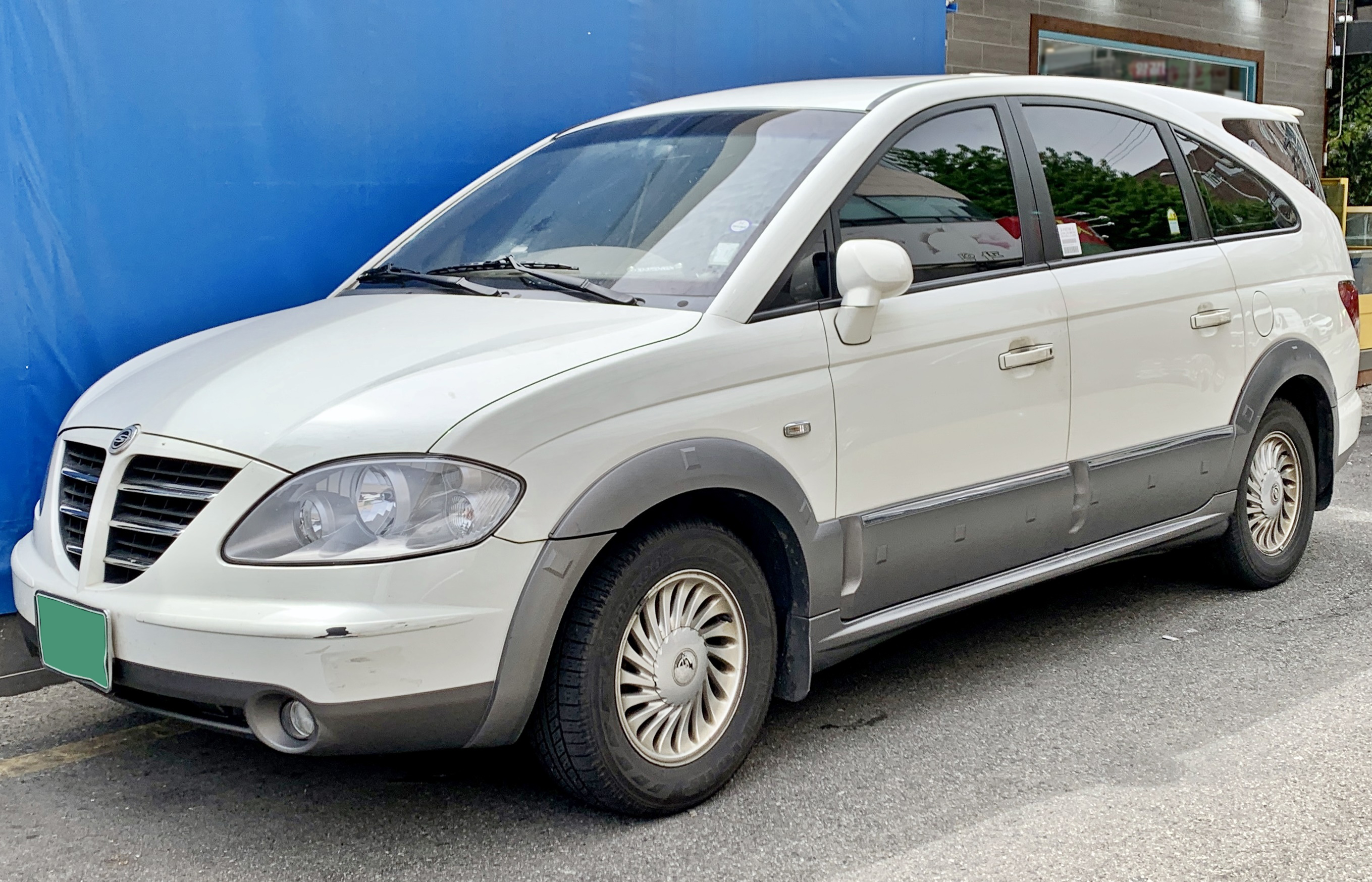
쌍용 로디우스 정측면

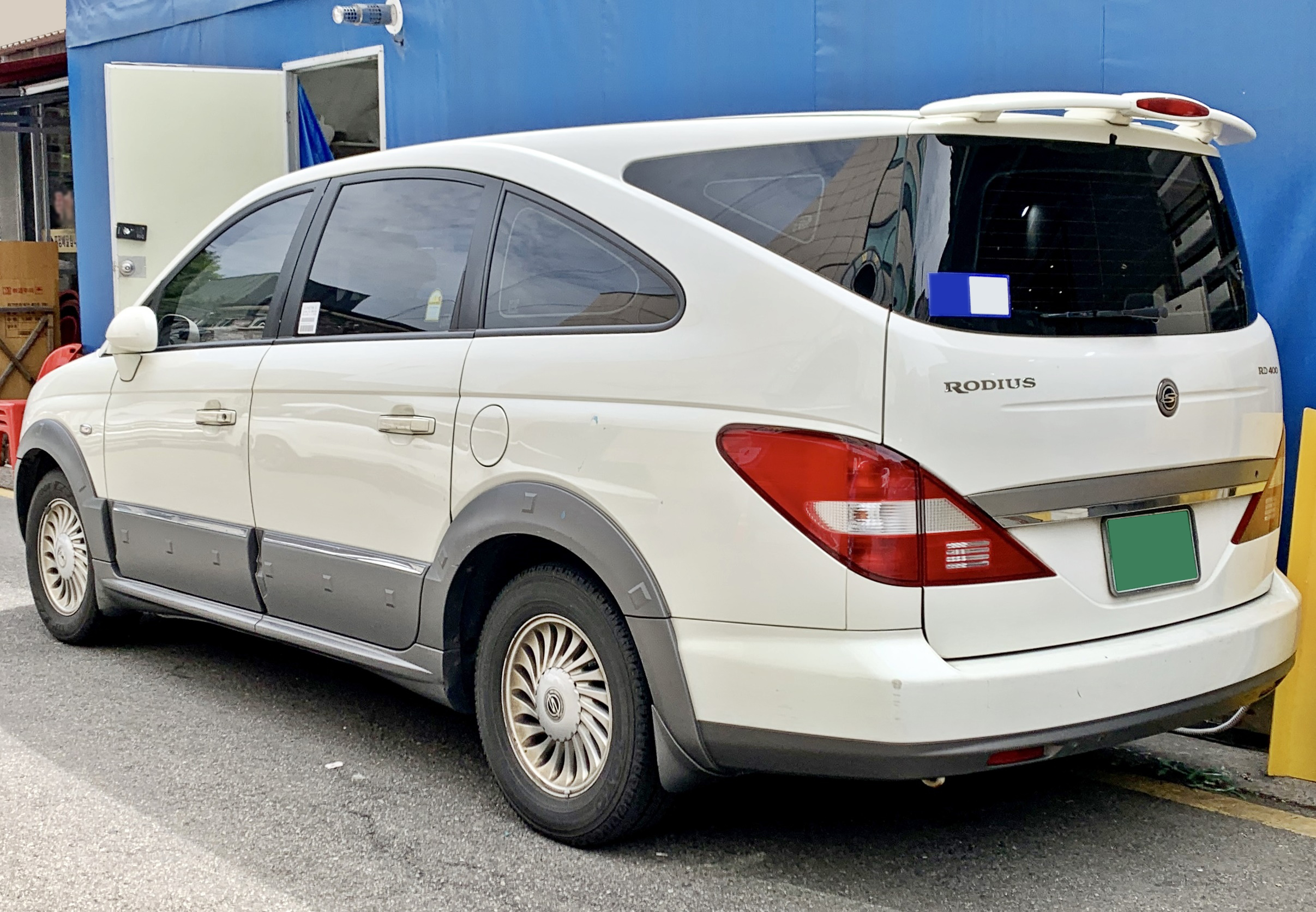
쌍용 로디우스 후측면

2004년 4월 19일 생산이 시작되어 5월 11일에 출시되었다. 원 박스 카였던 이스타나와는 성격과 유형이 다르므로 실질적인 후속 차종은 아니다. 차명은 길(Road)과 제우스(Zeus)의 합성어로 "길 위의 제왕"을 뜻한다. 1세대 체어맨의 후륜구동 플랫폼을 기반으로, 직렬 5기통 2.700cc 커먼레일 디젤 엔진과 메르세데스-벤츠의 T-Tronic 수동 겸용 5단 자동변속기의 파워트레인이 탑재되었다. 대한민국산 자동차로는 현대 라비타에 이어 두 번째로 센터 클러스터를 적용하였고, 9인승과 11인승으로 나뉜다. 경쟁 차종인 기아 카니발이 뒷문에 슬라이딩 도어를 채택한 것과 달리, 로디우스는 일반 승용차와 같은 스윙 도어를 채택하여 후방 안전성과 고급스러운 이미지를 살렸고, 대한민국산 미니밴 최초로 차량 자세 제어 장치(ESP)가 적용되어 안정성을 향상시켰으며, 대한민국산 미니밴으로는 유일하게 풀 타임 4륜구동(TOD) 시스템도 선택할 수 있다. 원래 차는 쿠페형 SUV로 나오려고 했다.

### 뉴 로디우스 (2007년7월~2013년2월)

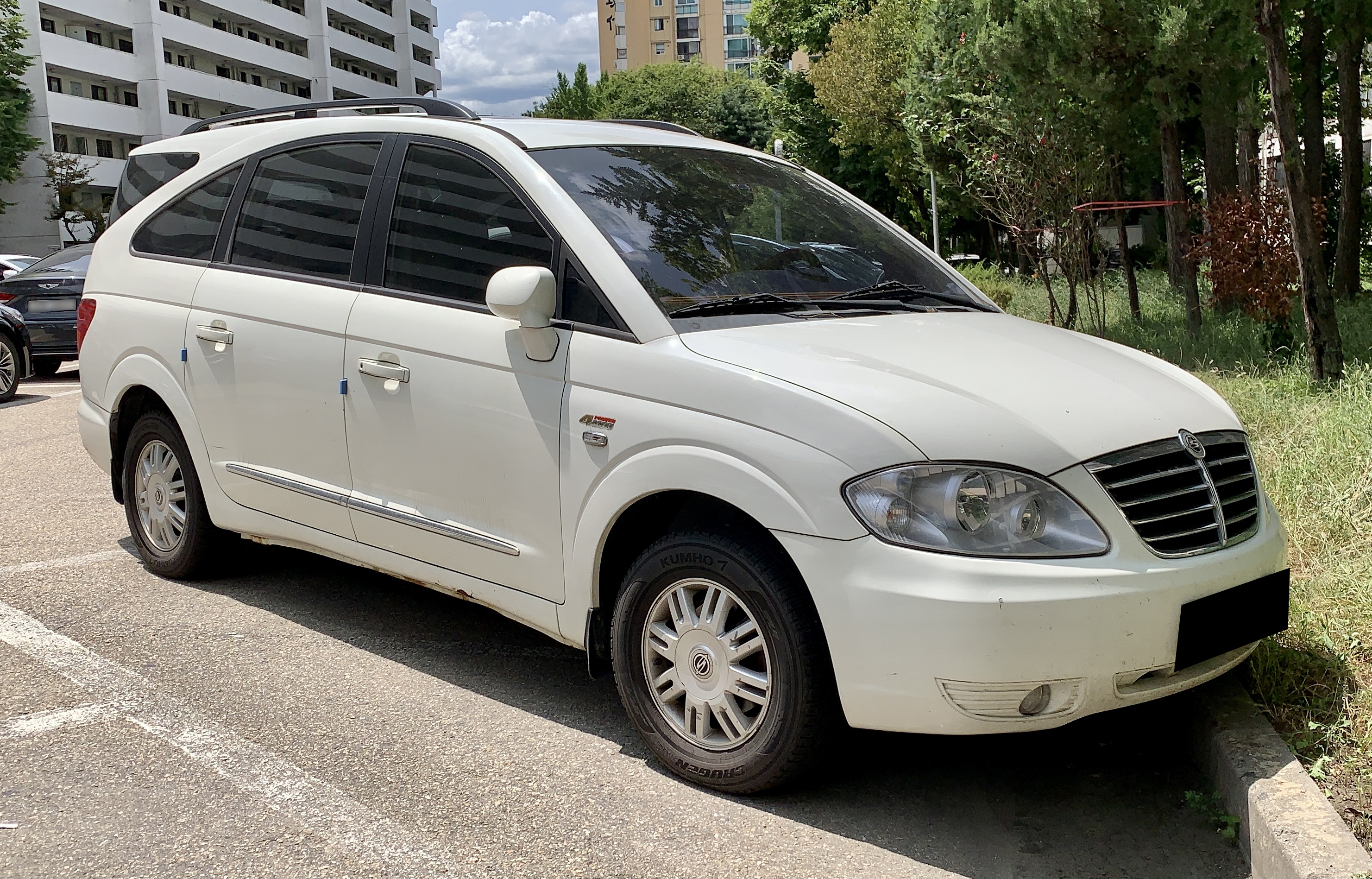
쌍용 뉴 로디우스 정측면

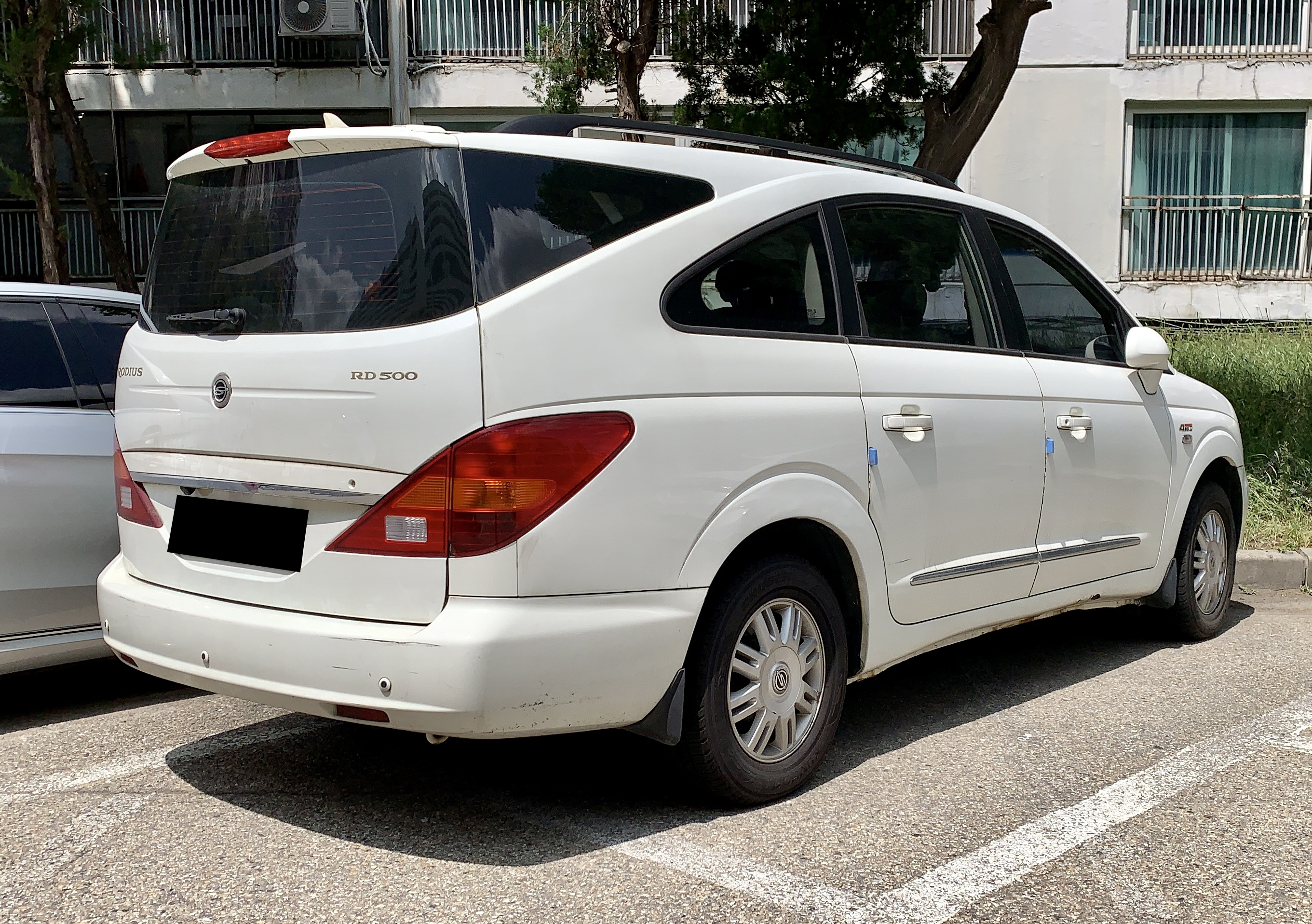
쌍용 뉴 로디우스 후측면

2007년 7월 17일에는 범퍼와 라디에이터 그릴이 바뀌고, 사이드 가니시가 삭제된 뉴 로디우스가 출시되었다. 뉴 로디우스부터 TOD 사양은 수동변속기가 수출용만 생산되고, 후륜구동 사양의 경우 수동변속기는 2011년 7월 2일에 2.700cc 커먼 레일 디젤 엔진 및 파트 타임 4륜구동이 적용된 뉴 로디우스 유로가 출시되기 전까지 수출용만 생산되었다. 로디우스는 파격적인 디자인으로 인하여 못생긴 차에 선정되기도 하였다. 2011년 12월에 기존 2,700cc 커먼레일 디젤 엔진이 유로 5 배기가스 규정을 만족시키지 못하여 생산이 잠시 중단되었고, 코란도 스포츠와 렉스턴 W에 장착되는 155마력의 e-XDi200 LET 7,000cc 커먼레일 디젤 엔진으로 교체되어 2012년 7월 2일에 뉴 로디우스 유로(기존 뉴 로디우스와 디자인 동일)라는 차명으로 생산이 재개되었다. 그 후 2013년 2월 5일에 페이스 리프트 차종이자 후속 차종인 코란도 투리스모가 시판되어 단종되었으나, 코란도 투리스모의 수출명은 여전히 로디우스다.

## 제원
| 구분                 | 로디우스 2.7L XDi270 디젤 (2004년 5월~2007년 7월) | 뉴 로디우스 2.7L XDi270 디젤 (2007년 7월~2011년 12월)                                                              | 뉴 로디우스 유로 2.0L e-XDi200 디젤 (2012년 7월~2013년 1월) |       |
| -------------------- | --- | --- | --- | ----- |
| 전장 (mm)            | 5,125 5,140(범퍼가드 적용시) | 5,130 | 5,130 |       |
| 전폭 (mm)            | 1,915 1,930(사이드 가니시 적용시) | 1,915 | 1,915 |       |
| 전고 (mm)            | 1,820 1,845(루프랙 적용시) | 1,820 1,845(루프랙 적용시)                                                                                         | 1,820 1,845(루프랙 적용시) |       |
| 축거 (mm)            | 3,000 | 3,000 | 3,000 | 3,000 |
| 윤거 (전, mm)        | 1,590 | 1,590 | 1,590 |       |
| 윤거 (후, mm)        | 1,580 | 1,580 | 1,580 |       |
| 승차 정원            | 9명 11명 | 9명 11명 | 11명 |       |
| 변속기               | 수동 5단 자동 5단 | 자동 5단 | 수동 6단 자동 5단 |       |
| 서스펜션 (전/후)     | 더블 위시본/멀티 링크 | 더블 위시본/멀티 링크                                                                                              | 더블 위시본/멀티 링크 |       |
| 구동 형식            | 후륜 구동 4륜 구동 | 후륜 구동 4륜 구동                                                                                                 | 후륜 구동 4륜 구동 |       |
| 연료                 | 디젤 | 디젤 | 디젤 |       |
| 기통수/배기량 (cc)   | XDI엔진 L10/2,696 | XDI엔진 L10/2,696                                                                                                  | L8/1,998 |       |
| 최고 출력 (ps/rpm)   | 165/4,000 | 165/4,000 | 155/4,000 |       |
| 최대 토크 (kg*m/rpm) | 34.7/1,800~3,200 (이후 34.7/1,800~3,250으로 변경) | 34.7/1,800~3,200 (이후 34.7/1,800~3,250으로 변경)                                                                  | 36.7/1,500~2,800 |       |
| 연료 탱크 용량 (L)   | 80 | 80 | 80 |       |
| 요소수 탱크 용량 (L) | - | - | - |       |
| 공차 중량 (kg)       | 2,165(9인승 후륜 구동 수동)/ 2,255(9인승 4륜 구동 수동)/ 2,205(9인승 후륜 구동 자동)/ 2,285(9인승 4륜 구동 자동)/ 2,180(11인승 후륜 구동 수동)/ 2,270(11인승 4륜 구동 수동)/ 2,220(11인승 후륜 구동 자동)/ 2,300(11인승 4륜 구동 자동) | 2,105(9인승 후륜 구동 자동)/ 2,215(9인승 4륜 구동 자동)/ 2,115(11인승 후륜 구동 자동)/ 2,230(11인승 4륜 구동 자동) | 2,050(11인승 후륜 구동 수동)/ 2,070(11인승 후륜 구동 자동)/ 2,175(11인승 4륜 구동 자동)                                                                         |       |
| 연비 (km/L)          | 11.1(9인승/11인승 후륜 구동 수동)/ 10.9(9인승/11인승 4륜 구동 수동)/ 10.2(9인승/11인승 후륜 구동 자동)/ 9.7(9인승/11인승 4륜 구동 자동)                                                                                                | 10.3(9인승/11인승 후륜 구동 자동)/ 9.7(9인승/11인승 4륜 구동 자동)                                                 | 도심 12.5/고속 14.0/복합 13.2(11인승 후륜 구동 수동)/ 도심 11.0/고속 13.4/복합 12.0(11인승 후륜 구동 자동)/ 도심 10.5/고속 12.5/복합 11.3(11인승 4륜 구동 자동) |       |
| Co2 배출량 (g/km)    | - | 260(9인승 후륜 구동 자동)/ 265(11인승 후륜 구동 자동)/ 172(9인승/11인승 4륜 구동 자동)                             | 150(11인승 후륜 구동 수동)/ 167(11인승 후륜 구동 자동)/ 178(11인승 4륜 구동 자동)                                                                               |       |

## 미디어 속의 로디우스

### 드라마
- 미안하다 사랑한다에서는 송대천(이영하 분)의 차량으로 로디우스 RD500(상아색)이 등장하였다.